# لونا 2
لونا 2 (بالروسية: Луна-2) المسبار الثاني الذي أطلقه الاتحاد السوفيتي إلى القمر ضمن برنامج لونا لاستكشاف القمر. وكان أوّل آلة من صنع البشر تصل إلى سطح القمر، تشبه في تصميمها المسبار لونا 1.

## وصلات خارجية
- Zarya - Luna 2 chronology
- Soviet Spacecraft Pennants

## اقرأ أيضا
- تشانغ إي-3